# Requiem for Gary McFarland
| Recensione | Giudizio |
| ---------- | -------- |
| AllMusic   |          |

Requiem for Gary McFarland è una Compilation del musicista jazz statunitense Gary McFarland, pubblicato dall'etichetta discografica Cobblestone Records nel settembre del 1972.

## Tracce

### LP
Lato A
1. Flea Market – 2:12 (musica: Gary McFarland) – Tratto dall'album: Does the Sun Really Shine on the Moon? (1968, Skye Records SK-2)
2. 80 Miles an Hour Through Beer-Can Country – 8:47 (musica: Gary McFarland) – Tratto dall'album: America the Beautiful (1969, Skye Records SK-8)
3. God Only Knows – 2:22 (Brian Wilson, Tony Asher) – Tratto dall'album: Does the Sun Really Shine on the Moon? (1968, Skye Records SK-2)
4. Slaves: Instrumental – 3:10 (musica: Bobby Scott) – Tratto dall'album: Slaves (1969, Skye Records SK-11)
5. Because – 2:48 (John Lennon, Paul McCartney) – Tratto dall'album: Today (1970, Skye Records SK-14)
6. Salvation Army Rags – 5:08 (testo: Peter Smith – musica: Gary McFarland) – Tratto dall'album: Butterscotch Rum (1971, Buddah Records BDS 95001)

Lato B
1. Get Back – 3:18 (John Lennon, Paul McCartney) – Tratto dall'album: Today (1970, Skye Records SK-14)
2. Last Rites for the Promised Land – 7:57 (musica: Gary McFarland) – Tratto dall'album: America the Beautiful (1969, Skye Records SK-8)
3. Poor Daniel – 4:05 (testo: Peter Smith – musica: Gary McFarland) – Tratto dall'album: Butterscotch Rum (1971, Buddah Records BDS 95001)
4. Shadows Are Falling – 4:07 (musica: Gary McFarland) – Tratto dall'album: Today (1970, Skye Records SK-14)
5. Melancholy Baby – 2:10 (testo: George A. Norton – musica: Ernie Burnett) – Tratto dall'album: Does the Sun Really Shine on the Moon? (1968, Skye Records SK-2)
6. Everybody's Talkin' – 2:43 (Fred Neil) – Tratto dall'album: Today (1970, Skye Records SK-14)

## Musicisti
Flea Market / God Only Knows / Melancholy Baby
- Gary McFarland – vibrafono, arrangiamenti
- Jerome Richardson – sassofono soprano, flauto
- Marvin Stamm – flicorno
- Sam Brown – chitarra
- Warren Bernhardt – organo
- Richard Davis – contrabbasso
- Chuck Rainey – basso elettrico
- Donald MacDonald – batteria
- Grady Tate – batteria

80 Miles an Hour Through Beer-Can Country
- Gary McFarland – conduttore orchestra
- Marvin Stamm – tromba
- Snooky Young – tromba
- Ernie Royal – tromba
- Bernie Glow – tromba
- Garnett Brown – trombone
- Harvey Phillips – tuba
- Roy Alonge – corno francese
- Jim Buffington – corno francese
- Jerome Richardson – strumento a fiato
- Romeo Penque – strumento a fiato (solo)
- Wally Caine – strumento a fiato
- Hubert Laws – strumento a fiato
- Ray Beckenstein – strumento a fiato
- George Ricci – violoncello (solo)
- Al Brown – viola
- Gene Orloff – violino
- Aaron Rosand – violino
- Warren Bernhardt – pianoforte (solo)
- Eric Gayle – chitarra (solo)
- Chuck Rainey – basso elettrico
- Bernard Purdie – batteria
- Warren Smith – percussioni

Last Rites for the Promised Land
- Gary McFarland – conduttore orchestra
- Marvin Stamm – tromba
- Snooky Young – tromba (solo)
- Ernie Royal – tromba
- Bernie Glow – tromba
- Garnett Brown – trombone
- Harvey Phillips – tuba
- Roy Alonge – corno francese
- Jim Buffington – corno francese
- Jerome Richardson – strumento a fiato
- Romeo Penque – strumento a fiato
- Wally Caine – strumento a fiato
- Ray Beckenstein – strumento a fiato
- Hubert Laws – strumento a fiato
- George Ricci – violoncello
- Al Brown – viola (solo)
- Aaron Rosand – violino
- David Nadian – violino
- Warren Bernhardt – piano
- Eric Gayle – chitarra
- Chuck Rainey – basso elettrico
- Bernard Purdie – batteria
- Warren Smith – percussioni

Slaves: Instrumental
- Gary McFarland – conduttore orchestra, arrangiamenti
- (probabile) Marvin Stamm – tromba
- (probabile) Mike Melvoin – organo
- Altri componenti dell'orchestra sconosciuti

Because / Get Back / Shadows Are Falling / Everybody's Talkin' 
- Gary McFarland – vibrafono, voce
- Hubert Laws – flauto
- Curtis Fuller – trombone
- George Ricci – violoncello
- Sam Brown – chitarra
- Ron Carter – contrabbasso
- Chet Amsterdam – basso
- Grady Tate – batteria
- Sol Gubin – batteria
- Airto – percussioni

Salvation Army Rags / Poor Daniel
- Gary McFarland – tastiere, voce solista
- Sam Brown – chitarra
- Stuart Scharf – chitarra
- Warren Bernhardt – tastiere
- Marvin Stamm – tromba
- Herbert Price, Jr. – tuba
- Ray Alonge – corno francese
- Russel George – fiddle
- Romeo Penque – strumento a fiato
- Ron Cuber – strumento a fiato
- Phil Bodner – strumento a fiato
- George Opalisky – strumento a fiato
- Chet Amsterdam – basso
- Tony Levin – basso
- Denny Sewell – batteria

Note aggiuntive
- Evelyn J. Kelbish – illustrazione copertina frontale album originale
- ...pieno di gioia, passione e ottima musica ... c'è in Gary McFarland una forte aura di grandezza. (Rex Reed)
- L'arrangiatore più dotato dai tempi di Duke Ellington e Benny Carter. (Nat Hentoff)
- ...sono rimaste alcune belle persone. Una di queste persone è Gary McFarland .... Lunga vita ad America the Beautiful ... Lunga vita a Gary the Beautiful. (Bill Francis)
- McFarland è sempre stato difficile da etichettare. Tranne forse dalla parola genio. (Sherwood L. Weingaerten) [3]